# پوتسسیه
پوتسسیه (به صربی: Pocesje) یک منطقهٔ مسکونی در صربستان است که در راشکا واقع شده‌است. پوتسسیه ۵۴ نفر جمعیت دارد.